# Mestre Cobrinha Verde
Rafael Alves França (Santo Amaro, 1917 - 1983), mais conhecido como Mestre Cobrinha Verde, foi um mestre de capoeira baiano sendo considerado um dos mais temidos e respeitados da sua época.

## Biografia
Filho de João Alves França e Maria Narcisa Bispo, Rafael apenas ficou com os sobrenomes paternos pois seus pais apenas se casaram na igreja. Mestre Cobrinha era primo de Besouro Mangangá, uma vez que sua tia era Maria Haifa, mãe de Besouro. Ambos foram criados juntos, uma vez que Besouro foi criado pela mãe de Cobrinha Verde. Desse modo, desde os quatro anos de idade, Cobrinha Verde começou a aprender capoeira com Besouro, o qual foi seu mestre e concedeu o seu apelido, já que ele era considerado bastante veloz. No entanto, este teve contato com outros mestres de Santo Amaro como Maitá, Licurí, Joité, Dendê, Gasolina, Siri de Mangue, Doze Homens, Esperidião, Juvêncio Grosso, Mestre Espinho Remoso e Neco Canário Pardo.
Durante sua adolescência e início da vida adulta, ele passou a entrar em conflitos com a polícia local, uma vez que a força policial não conseguia capturá-lo. Um destes embates mais importantes, foi com um delegado denominado Veloso (avô de Caetano Veloso). Após este conflito, foi para Oliveira de Campinhos (distrito de Santo Amaro) e passou na casa de seu padrinho Acelino (que era Padre). Com ele se confessou e recebeu certo dinheiro. Depois, ainda com 17 anos, se mudou para Lençóis, sendo então incorporado ao bando de Horácio de Matos, no qual permaneceu por 3 anos e meio. Certo dia, teve um sonho com seu pai que lhe pediu para largar o bando de Horácio.
Após isso, Mestre Cobrinha Verde foi para Manaus, onde se juntou com uma indígena e teve dois filhos. Posteriormente, quando tinha próximo a 22 anos de idade, ele deixou sua família e foi para o Ceará junto com os revoltosos do movimento da Revolução de 1930, se direcionando depois junto de 60 homens a pé do Ceará até Alagoinhas. Posteriormente, Mestre Cobrinha Verde foi até Salvador e algum tempo depois se direcionou para São Paulo após a eclosão das revoltas no Estado referente à Revolução de 1930, participando dos conflitos por lá.
Quando estes terminaram, Cobrinha Verde retornou para Salvador e ficou hospedado em um antigo Quartel, participando de atividades militares. Devido a um desentendimento com um dos tenentes, acabou sendo acusado de jogar baralho durante o serviço e foi preso. Após esse fato, saindo da prisão, abandonou o quartel e passou a ser pedreiro.

## Contribuições para a capoeira
Em 1935, Cobrinha Verde passou a ensinar capoeira na Fazenda Garcia, dando instruções a Mestre Bimba e o ajudando a instruir seus alunos. Chegou a participar também da academia de Mestre Pastinha, instruindo os alunos no canto, toque de berimbau e na movimentação da capoeira. Por um desentendimento com Mestre João Grande, não voltou mais à academia de Pastinha. Os seus alunos àquela época, além de Mestre João Grande, também foram o Mestre João Pequeno, Gigante (também conhecido como Bigodinho) e Moreno.
Mestre Cobrinha Mansa ensinava gratuitamente, já que possuía seu ofício como pedreiro e porque Besouro antes de morrer pediu a Cobrinha Verde para seguir seus passos e lecionar a capoeira de forma gratuita como ele mesmo fez.  Seu ensino de capoeira passou a se tornar conhecida na roda de capoeira conhecida como "Chame-chame", na qual capoeiristas conhecidos participaram como João Grande.
Em 1963, foi convidado pelo ator de cinema Roberto Batalin para gravar um disco sobre capoeira, junto com mestres Traíra e Gato. O disco recebeu o nome de "Traíra Capoeira da Bahia".
Mestre Cobrinha Verde era católico, mas também era conhecido por fazer uso por fazer uso de tradições religiosas de matriz africana para se proteger dos inimigos e de situações difíceis. Além disso, era considerado como um dos únicos capoeiras a conhecer a técnica de jogar com navalha entre os dedos dos pés, o chamado jogo de "Santa Maria".
Em 2021, foi feito um painel artístico de 6 metros de altura na Avenida Paralela em Salvador, em homenagem a Mestre Cobrinha Verde.